# 로라-리
로라-리(Laura-Leigh, 본명: Laura Leigh Moser, 1990년 1월 9일 ~ )는 미국의 배우, 텔레비전 배우, 영화배우이다.

## 영화
- 언더 더 실버레이크 (2018년) - 메이 역